# Pem Fransen
Pieter Maarten (Pem) Fransen (Amsterdam, 22 juni 1915 – Groningen, 20 juni 1986) was een Nederlands arts en violist, die bekend werd op de Nederlandse Antillen. Tijdens zijn jeugdig verblijf in Amsterdam zou hij adviseur zijn geweest met een farmaceutische handelsonderneming.
Hij was zoon van Sijtje Bakker en Jan Fransen. Hij was sinds 1948 getrouwd met Thea du Saar uit Nieuweramstel (1920-1967). Dochter Wine Fransen werd kunstschilder met opleidingen in Utrecht en Groningen.
Bij zijn militaire keuring (zijn moeder was toen al overleden) zat hij in de zesde klas van het Gymnasium B (Amsterdams Lyceum, afgerond 1934) met een oog richting studie geneeskunde; hij vervulde zijn dienstplicht bij de Geneeskundige Troepen.  Hij vertrok na zijn studie geneeskunde aan de Universiteit van Amsterdam naar de Antillen om er te gaan werken bij Shell, alwaar hij bij de Medische Dienst werkte. Van daaruit vestigde hij zich op Bonaire als algemeen arts en later als algemeen arts bij het Lands Psychiatrisch Ziekenhuis Rustoord (Capriles-kliniek). Hij was er ook enige tijd inspecteur van de Volksgezondheid. Hij had geen studie psychiatrie gevolgd, maar raakte er toch bij betrokken; hij moest wel eens diagnoses stellen. In 1972 werd hij langdurig ziek (dengue), waarbij hijzelf in Rustoord kwam te liggen als ook in een ziekenhuis in Nederland. Die ziekte bleef hem tot zijn dood achtervolgen. Zijn dochter, wonende in Groningen, verzorgde hem tijdens zijn laatste levensjaren. 
Fransen was naast zijn werk actief binnen het culturele leven op de eilanden. Hij speelde viool en gitaar en speelde in het (amateur)symfonieorkest Curaçaos Philharmonisch orkest en het Antilliaans Strijkkwartet. Hijzelf stond een enkele keer voor het Arubaans Symfonie Orkest. Hij soleerde ook wel bij dat orkest. Anderszins zat hij wel met zijn vrouw op het (concert)podium; zijn vrouw was tevens secretaris bij de Curaçaose Kunstkring. 
Hij overleed in de provincie Groningen, waar zijn dochter toen woonde. Hij werd begraven op de Protestantse Begraafplaats aan de Roodeweg, Curaçao in een familiegraf.